# Ukobach

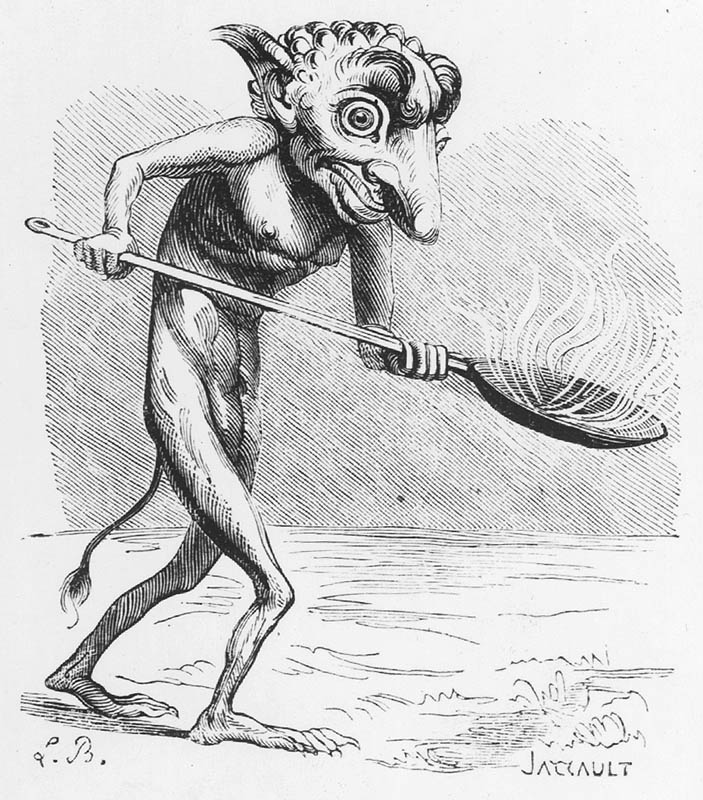
Ukobach

No Dictionnaire Infernal de 1818, de Plancy, Ukobach ou Urobach é descrito como um "demônio de uma ordem inferior." Ele é retratado com um corpo em chamas ou vermelho, com grandes olhos e com grandes orelhas e, muitas vezes, com um tabuleiro cheio de brasas ou um ferro quente. Ele é considerado o inventor do fogo e da arte de fritar os alimentos. Ele é acusado, por Beelzebuth, de manter "o petróleo nas caldeiras do inferno", que é feito do sangue dos condenados, "forjado no Ocidente, onde o sol se põe".